# Hoch Róbert
Hoch Róbert (Budapest, 1926. július 19. – Budapest, 1993. november 3.) magyar közgazdász; egyetemi tanár. A közgazdaság-tudományok kandidátusa (1961), doktora (1972). Felesége, Hoszpodár Viola biológus, a Budapesti Konzervgyár mikrobiológusa volt.

## Életpályája
Szülei: Hoch Tibor és Kaufmann Vilma. 1944-ben kereskedelmi érettségit tett. 1944–1945 között munkaszolgálatos volt a második világháborúban. 
1945–1946 között fuvarosként dolgozott. 1946–1948 között a Kollektíva Szövetkezet és a Kelet-európai Kereskedelmi Rt. munkatársa volt. 1948–1950 között a Kelimpex Külkereskedelmi Vállalat könyvelőjeként tevékenykedett. 1950-ben diplomázott a Marx Károly Közgazdaságtudományi Egyetem Általános Szakán; közgazdász diplomát szerzett. 
1950–1952 között a Marx Károly Közgazdaságtudományi Egyetem, illetve a Marx Károly Közgazdaságtudományi Egyetem Politikai Gazdaságtan Tanszék tanársegéde, 1952–1955 között egyetemi adjunktusa volt. 1955–1961 között a Magyar Tudományos Akadémia Közgazdaság-tudományi Intézetének tudományos munkatársa, 1961–1972 között tudományos főmunkatársa, 1972-től haláláig tudományos tanácsadója volt. 1980–1990 között az Marx Károly Közgazdaságtudományi Egyetem címzetes egyetemi docense és az MSZMP Politikai Főiskola Politikai Gazdaságtan Tanszéke egyetemi tanára volt. 
1985-ben a Magyar Tudományos Akadémia levelező tagja lett. 1989–1993 között a Lukács György-alapítvány kuratóriumának alelnöke volt. 1990-ben a Magyar Tudományos Akadémia rendes tagjává választotta.
Sírja a Farkasréti temetőben található.

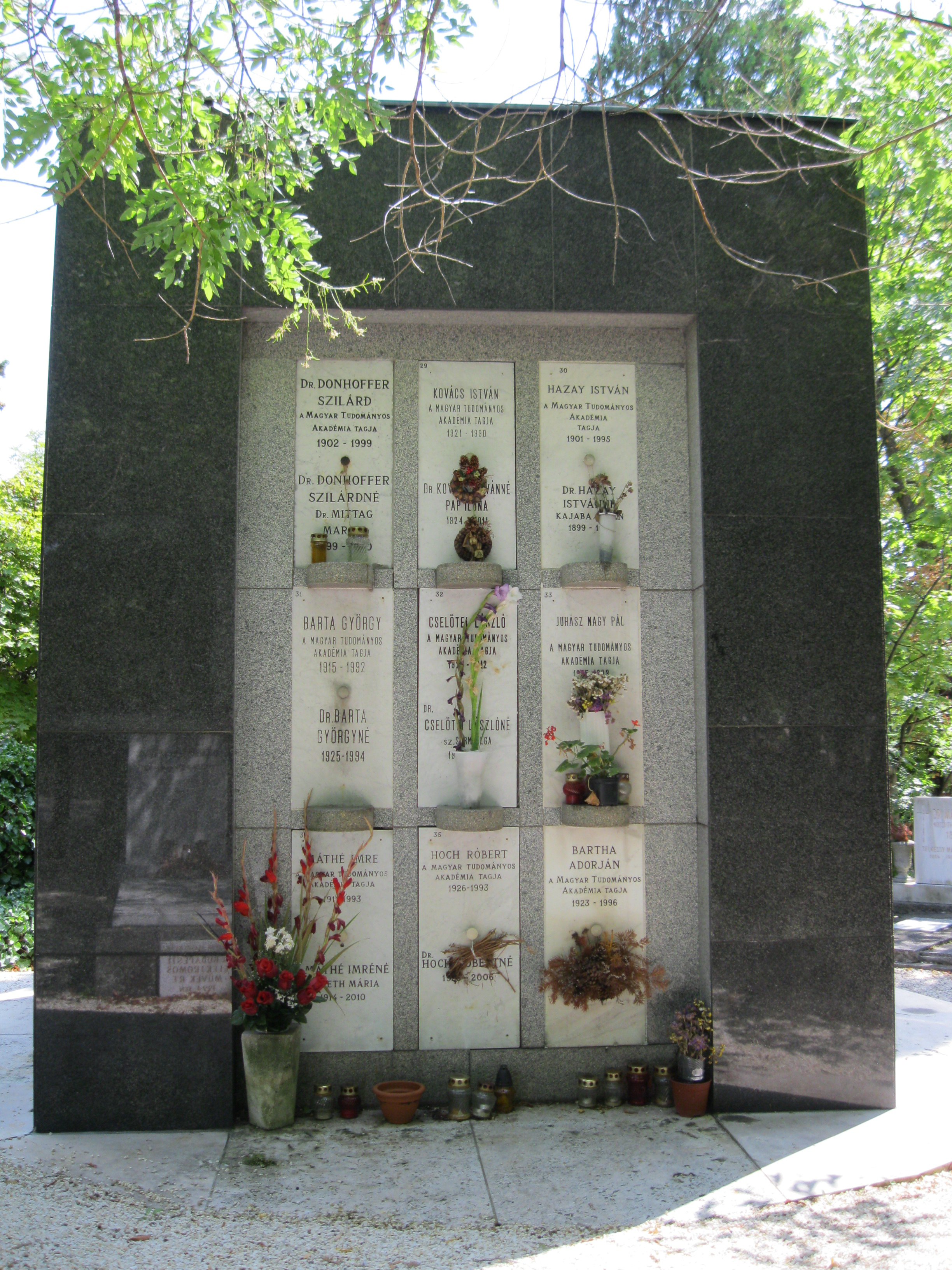
Hoch Róbert sírja a Farkasréti temető Urnaházában

## Művei
- A kereslet szerkezete és a jövedelemalakulás (Budapest, 1960)
- A kereslet-rugalmasság számításának problémáiról (Textilipari Tervgazdaság, 1961)
- Az indifferencia felületekről szóló tanítás elméleti alapjainak bírálata (MTA Közgazdaság- tudományi Intézete Évkönyve. Budapest, 1962)
- Az áruforgalom köre a szocializmus és a kommunizmus építésének időszakában (Kereskedelmi Szemle, 1962)
- Fogyasztói árak a szocializmusban (Szabadi Gyulánéval, Budapest, 1963)
- Ár és minőség (Kereskedelmi Szemle, 1964)
- A lakosság áruellátása a szocializmusban (Budapest, 1964)
- A viszonylagos homogén jószághalmazok volumenének mérése (Közgazdasági Szemle, 1964)
- Piaci egyensúly és az árszínvonal alakulása a szocializmusban (Közgazdasági Szemle, 1965)
- Az élelmiszerek fogyasztói árképzésének kritikai elemzése (Budapest, 1966)
- A ráfordításarányos fogyasztói árrendszerről (Közgazdasági Szemle, 1967)
- Piac és vállalati árpolitika (szerkesztő, Budapest, 1968)
- Effect of Changes in the Consumption Pattern on the Growth of Total Consumption (Acta Oeconomica, 1969)
- A jövedelemszínvonal- és eloszlás politikájának aktuális elvi kérdései (Társadalmi Szemle, 1970)
- A jövedelem források szerinti tervezésének problémái (Gazdaság- és Jogtudomány, 1971)
- A reálfolyamatok és a piaci folyamatok (Gazdaság, 1971)
- Fogyasztás és ár. Monográfia és doktori értek. is. (Budapest, 1972; angol nyelvű átdolgozott, bővített kiadás. Alphen aan der Rijn–Budapest, 1979)
- A politikai gazdaságtan kisszótára (Budapest, 1981)
- Fogyasztás és jövedelem. Tervezés, elemzés, módszerek (Kovács Ilonával, Ördög Miklóssal, Budapest, 1982)
- Lét és tudat az életszínvonal-politikában (Életszínvonal és közhangulat. Budapest, 1984)
- A gazdaság nyitottságáról. Akadémiai székfoglaló. (Elhangzott: 1986. ápr. 30.; megjelent: Értekezések, emlékezések. Budapest, 1987)
- Belső piac, minőségi nyitás. Egy élénkítő gazdaságpolitika körvonalai (Radnóti Évával, Budapest, 1989)
- A reform kudarca. Akadémiai székfoglaló is. (Elhangzott: 1991. máj. 29.; megjelent: Közgazdasági Szemle, 1991)
- Changing Formation and Privatisation (Acta Oeconomica, 1993)

## Díjai
- Munka Érdemrend ezüst fokozata
- Akadémiai Díj (1976)